# Saint-Julien-Gaulène
Saint-Julien-Gaulène település Franciaországban, Tarn megyében. Lakosainak száma 226 fő (2022. január 1.). Saint-Julien-Gaulène Andouque, Saint-Cirgue, Sérénac és Valence-d’Albigeois községekkel határos.

## Népesség
A település népessége az elmúlt években az alábbi módon változott:
| Lakosok száma | 214  | 214  | 213  | 215  | 219  | 223  | 224  | 225  | 226  |
|               | 2013 | 2015 | 2016 | 2017 | 2018 | 2019 | 2020 | 2021 | 2022 |